# 39
39 (XXXIX, na numeração romana) foi um ano comum do século I, do Calendário Juliano, da Era de Cristo, teve início a uma quinta-feira e terminou também a uma quinta-feira, e a sua letra dominical foi D.
| Ano completo                        |
| ----------------------------------- |
| Ano comum com início à quinta-feira |

## Nascimento
- 3 de Novembro - Lucano, poeta romano (m. 65)[1]
- 30 de Dezembro - Tito, imperador romano (m. 81).[nota 1]
- Júlia Drusila - filha do Imperador romano Calígula (m. 41).[5]